# Хокі
Хокі (яп. 宝亀 — хокі, «дорогоцінна черепаха») — ненґо, девіз правління імператора Японії з 770 по 781 роки.

## Хронологія
- Повстання років Хокі — повстання айнів регіону Тохоку.

## Порівняльна таблиця
| Роки Хокі               | 1    | 2    | 3    | 4    | 5    | 6    | 7    | 8    | 9    | 10   |
| Григоріанський календар | 770  | 771  | 772  | 773  | 774  | 775  | 776  | 777  | 778  | 779  |
| Китайський календар     | 庚戌 | 辛亥 | 壬子 | 癸丑 | 甲寅 | 乙卯 | 丙辰 | 丁巳 | 戊午 | 己未 |

| Роки Хокі               | 11   | 12   |
| Григоріанський календар | 780  | 781  |
| Китайський календар     | 庚申 | 辛酉 |